# Rybár István (geofizikus)
Ifjabb Rybár István (Budapest, 1886. május 7. – Budapest, 1971. november 18.) magyar fizikus, geofizikus, az MTA tagja, az AUTERBAL (Automatic Eötvös-Rybár Balance) elnevezésű inga feltalálója.

## Élete
Édesapja Rybár István főiskolai tanár volt. Keresztapja volt édesapja barátja, a kor híres botanikusa, Borbás Vince. A Magyar Állami Eötvös Loránd Geofizikai Intézet tudományos munkatársa és a Magyar Geofizikusok Egyesületének egyik alapítója. 1918-tól levelező, 1931-től rendes tagja az MTA-nak. 1957-ben megszerezte a fizikai tudományok doktora címet.

### Tanulmányai
Az erzsébetvárosi Barcsay utcai első állami gimnáziumban kitűnő eredménnyel érettségizett, egyetemi tanulmányait is Budapesten végezte, majd 1909-ben summa cum laude fizika–matematika szakos tanári oklevelet szerzett. Az 1909-1910. tanévben tanulmányait Göttingában, Woldemar Voigt laboratóriumában egészítette ki. Bölcsészetdoktori szigorlatát 1911-ben tette le fizikából, matematikából és csillagászattanból, Eötvös Loránd, Fröhlich Izidor, Beke Manó és Kövesligethy Radó bizottsági tagok előtt. Magántanárrá 1915-ben habilitálták. A Tudományos Minősítő Bizottság 1952-ben a fizikai tudományok kandidátusává, 1957-ben pedig doktorává nyilvánította.

### Karrierje
Már hallgató korában felfigyelt rá Eötvös, és rögtön egyetemi tanulmányainak befejeztével gravitációs és földmágneses méréseinél alkalmazta. A fiatal Rybár részt vett az 1908, 1910, 1911 és 1912. évi Eötvös-féle expedíciókban, ezek észlelési anyagának feldolgozásában, és a laboratóriumi munkában. 1912-ben Eötvös tanársegéde lett, 1920-ban pedig adjunktus. 1917-től 1921 őszéig Eötvös betegsége idején és az Eötvös halálát követő „interregnum” alatt, kari megbízás alapján a tanszék ügyeit helyettes tanárként intézte, beleértve az orvosi szigorlatokat is. Az Eötvös mellett töltött 11 év alatt – főként a tanársegédi években – részt vett annak valamennyi vizsgálatában, betekintést nyert kutatási módszerébe, terveibe is.
1921 őszén Eötvös utódául Tangl Károly műegyetemi professzort nevezték ki, Rybár a Klupathy Jenő professzor nyugalomba vonulásával megüresedett Gyakorlati Fizikai Tanszék élére került helyettesként, majd 1922-től rendes tanárként. Több ízben volt külföldi tanulmányúton: a már említett göttingeni éven kívül Franciaországban, Angliában, Belgiumban és Németországban; 1930-ban több hónapot töltött Houstonban (USA), a geofizikai kutatások akkori külföldi központjában, ahol a Geophysical Society meghívására geofizikai problémákról tartott előadást. Három ízben kapott külföldről előnyös ajánlatokat: 1922-ben a Standard Oil Co.-tól, 1928-ban és 1931-ben a Geophysical Prospecting Co.-tól, ezeket azonban elhárította, hogy tudásával és tapasztalataival továbbra is hazáját szolgálja. 1936-1937 között a Bölcsésztudományi Kar dékánja volt.
A Magyar Tudományos Akadémia 1918-ban válosztatta meg levelező tagjává br. Eötvös Loránd és Fröhlich Izidor ajánlására. 1931-ben pedig az Akadémia rendes tagja lett Rados Gusztáv, Tangl Károly, Zemplén Géza, Harkányi Béla és Ortvay Rudolf felterjesztésére.
Tangl Károly halála után, 1940-ben ismét a Kísérleti Fizikai Tanszéken találjuk tanárként, egészen 1949-ben történt nyugalomba vonulásáig. 1943-44 és 1944-45-ben új kezdeményezésként „Orvosi műszerek fizikája” címen heti egyórás speciális kollégiumot tartott orvostanhallgatók részére.
1945. augusztus 8-án a Magyar Nemzetnek nyilatkozott Rybár professzor az atombombáról, ebben a cikkben említik először a hazai sajtóban Robert Oppenheimer nevét is. Rybár Istvánt több lap is megkereste a témában, ekkor hangzott el híres nyilatkozata: "A világ ura az, aki az atombombák birtokában van."
Azután hamarosan ismét szolgálatba lépett, az Eötvös Loránd Geofizikai Intézetben tudományos munkatársként dolgozott, gazdag tapasztalatait hasznosítva és munkatársainak átadva. 1944 októberében az Intézet tiszteletbeli igazgatójává nevezte ki az iparügyi miniszter. 1962. január 1-jén végleg nyugalomba vonult, de kapcsolatait munkatársaival és a Magyar Geofizikusok Egyesületével mindvégig fenntartotta.
Akadémikusként több, később ismertté vált tudós tagságát javasolta, levelező, rendes vagy külső tagnak az MTA számára:
- Richard Schumann – külső tagnak (1926)
- Fröhlich Pál – levelező tagnak (1927)
- Császár Elemér – levelező tagnak (1928)
- Arnold Sommerfeld – külső tagnak (1930)
- Arthur Stanley Eddington – külső tagnak (1932)
- Gyulai Zoltán – levelező tagnak (1932)
- Neumann János – levelező tagnak (1934)
- Bay Zoltán – levelező (1937), majd rendes tagnak (1944 és 1945)
- Békésy György – levelező tagnak (1939)
- Finkey József – rendes tagnak (1940)
- Száva-Kováts József – levelező tagnak (1940)
- Max Bodenstein – külső tagnak (1940)
- Peter Debye – külső tagnak (1940)
- Fekete Jenő – levelező tagnak (1941)
- Mikola Sándor – rendes tagnak (1942)
- Náray-Szabó István – levelező tagnak (1942)
- Mauritz Béla – tiszteleti tagnak (1942)
- Wolfgang Ostwald – külső tagnak (1940)
- Max Planck – külső tagnak (1940)
- Jendrassik György – levelező tagnak (1943)
- Erdey-Grúz Tibor – levelező tagnak (1943)
- Ortvay Rudolf – rendes tagnak (1944)
- Kerékjártó Béla – rendes tagnak (1944 és 1945)

## Tudományos tevékenysége
Tudományos munkálkodása két szakaszra oszlik. Az első tíz évben a fénytan volt kutatásai központja, spektrálanalízissel és fényvisszaverődés vizsgálatával, valamint a Zeeman-jelenséggel foglalkozott, valamint a visszavert fény fázisváltozásával.
A továbbiakban elsősorban az Eötvös-inga (horizontális variométer) finomságainak vizsgálatát és az inga tökéletesítését, korszerűsítését tűzte ki célul, különös tekintettel a gyakorlat igényeire (Eötvös halála után hazánkban az Eötvös-ingát Pekár Dezső és munkatársai a Geofizikai Intézetben, Rybár István az egyetemi Gyakorlati Fizikai Tanszéken fejlesztették és korszerűsítették)
Sok fáradsággal járó, kitartó vizsgálatainak eredményeit jórészt az 1929 és 1952 között megjelent öt közleményében ismerteti. Egyeseket röviden kiragadva: szól az inga méreteinek csökkentéséről az érzékenység és zavarmentesség megóvása mellett, ami sokkal nehezebb feladat, mint amilyennek látszik. Behatóan elemzi a hőmérséklet-változás folytán beálló zavarok okait és elhárításuk módját. Elméleti és kísérleti úton megállapítja, hogy e zavarokban a légáramok mellett az ingaházban elzárt levegőben fellépő hővezetésnek is része van. Alaposan és eredményesen foglalkozik a csillapodási idő csökkentésének problémájával stb.
Mind tökéletesebb ingatípusokat konstruált fotografikus regisztrálással és automatikus elforgatással. Kitűnő torziós szálakat készített, lényegesen lecsökkentve a gyors hőmérséklet-változás által okozott zavarokat. A torziós ingában található platina–irídium torziós szálat kísérletei alapján egy megfelelőbbnek bizonyuló volfrám ötvözettel helyettesítette. A vizuális észlelés helyett megalkotta a fotografikus regisztrálást, automatizálta a fényképészeti eljárást, az észlelési adatok rögzítését és a műszer továbbforgatását, továbbá jelentősen csökkentette a műszer méreteit. Ilyen már az AUTERBAL (Automatic Eötvös-Rybár Balance) elnevezésű inga, mely a két háború közötti időben külföldön is kelendőségnek örvendett, itthon pedig ezekkel történtek a zalai olajmezők felfedezésére vezető mérések. Ingája csillapodási ideje 40 perc volt.
Kevéssel nyugalomba vonulása előtt szerkesztette meg munkatársai közreműködésével az úgynevezett gradiens mérőt. Ez az eszköz csupán a g gradiensének vízszintes komponenseit szolgáltatja (a horizontális variométer tudvalevőleg még két, ún. görbületi adatot is szolgáltat), hiszen a nyersanyagkutatásban többnyire csak ezekre van szükség. Viszont három helyett csak két azimutban kell észlelni, és a csillapodási idő csupán 8 perc. Ennek kísérleti példánya már 1959-ben készen állott, szabadalmat is nyert, de sorozatgyártása elmaradt.
Az Eötvös Loránd Matematikai és Fizikai Társulatnak tevékeny tagja volt, 1942-től 1944-ig fizikus alelnöke.

## Automatic Eötvös-Rybár Balance – Auterbal
Az "Auterbal (automatic Eötvös- Rybár balance)" ingát a Süss Precíziós Mechanikai Rt. (később Magyar Optikai Művek) gyártotta és exportálta. Népszerűsége kis méretének, könnyű szállíthatóságának és kezelhetőségének, 40 perces csillapodási idejének és megbízható észleléseinek volt köszönhető. Az automatikus adatregisztráció előnye volt, hogy meggyorsította a méréseket, továbbá függetlenítette azokat az észlelő egyéni hibáitól. A fotografikus eljárásnak köszönhetően a mérési adatokat bármikor utólag is ellenőrizhették. Érdekesség, hogy ebben az időben mindössze a berlini Askania Werke tudott vele versenyképes ingákat gyártani.
Az E54 típus az 1958. évi brüsszeli világkiállításon Grand Prix-t, aranyérmet nyert. Néhány év leforgása alatt 100-nál több példánya kelt el külföldön. Kimutatta, hogy ha az optikai érzékenységet megnöveljük, akkor a torziós inga méreteit és ezzel a szögérzékenységet megfelelő mértékben úgy lehet csökkenteni, hogy az effektív érzékenység változatlan maradjon, vagy legalábbis a mérésekhez szükséges érték alá ne csökkenjen.
Iparjogvédelmi szempontból Rybár munkássága hat magyar és négy külföldi (három amerikai és egy angol) szabadalmi bejelentést takar.
Az irányítása alatt készült E60 típus hasonló az előbbihez, de csillapodási ideje már csak 20 perc.

## Szabadalmak

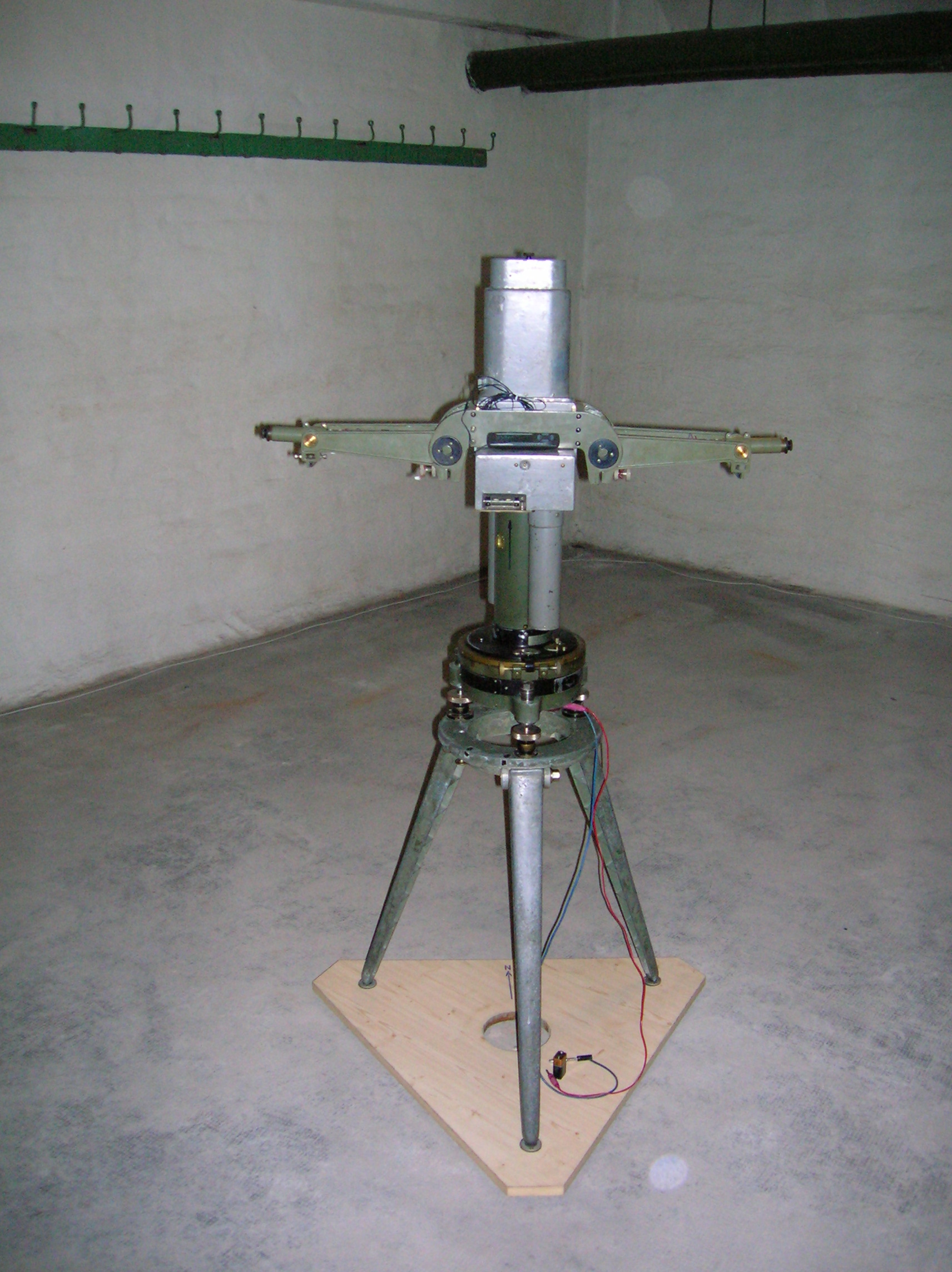
Az E54 inga napjainkban működő egyetlen példánya a Budapesti Műszaki Egyetem alagsorában

- Az első magyar bejelentésben (94877) az oltalmat a torziós szál anyagára és annak méretére kérte és kapta meg. Mint láttuk, egyik nagy fejlesztése az volt, hogy kísérleti úton meghatározta, hogy milyen anyagokkal lehet javítani az eredeti Eötvös-ingán. Az eredmények alapján a volfrám, a molibdén és az ezen anyagok ötvözeteiből készült szálakat javasolta, átmérőjüket 0,005 és 0,015 mm között kellett megválasztani.
- A második bejelentésben (100462) az oltalmi kör a fototechnikai megoldásra vonatkozik. A fényérzékeny lemezt tartó berendezést a mérőinga alatt helyezte el, ezzel csökkentve a méreteket és korszerűsítve a kiértékelést.
- A harmadik bejelentésben (90275) a berendezés egységesítése és kompakttá tétele volt a cél. Ennek érdekében a találmány jellemzője a következő volt: „a műszernek a torziós ingát körülvevő összes belső részei, beleértve az ingakart és a súlyokat is, de kivéve a mérőszálat, egységes, vagyis érintkezés által az ingára hatást gyakorló elektromos potenciálkülönbséget létre nem hozó fémből készülnek, vagy ily egységes fémmel vannak bevonva.”
- A negyedik szabadalmi leírás (90334) a fényérzékeny lemez tartójának a módosításáról szól, eszerint a lemeztartót a műszer tokjának körülfordítását végző hajtómű mozgatja.
- Az ötödik leírás (89675) érdekessége, hogy azt dr. Pekár Dezsővel közösen jelentette be. Ebben a dokumentumban a gyors hőmérséklet-változás által okozott zavaró hatások kiküszöbölésére adtak megoldást. Lényege, hogy a torziós rúd mentén szabályozófelületeket építettek be.
- A hatodik bejelentés (117783) különlegessége, hogy a Süss Rt. a jogosult, és Rybár „mindössze” a feltalálói státuszt tudhatja magáénak. A szabadalom lengőrendszerek csillapítására nyújt megoldást.

A külföldi bejelentések mindegyike valamely magyar iratnak a megfelelője. A GB223252 számú irat a magyar 94877 bejelentés elsőbbségét használja fel. Az US1617823 iratban szintén a 94877 bejelentési dátumára visszahatóan kérték az elsőbbséget. Az US1829876 iratban a magyar 90275 szabadalmi bejelentésnek a bejelentési dátumát igényelték az elsőbbség dátumának. Az US2209140 dokumentumban a 117783 magyar irat elsőbbségét használták ki.

### A magyar szabadalmi bejelentések lajstromszámai és címei
- 94877 – Eötvös-féle torziós mérleg; bejelentési nap: 1923. 10. 13.; megjelenési nap: 1929.12.31.
- 100462 – Eljárás és eszköz Eötvös-féle torziós ingánál a gyors hőmérséklet-változás által okozott zavaró hatások kiküszöbölésére; bejelentési nap: 1929. 04. 08.; megjelenési nap: 1930. 07. 01.
- 90275 – Eötvös-féle torziós mérleg; bejelentési nap: 1925. 03. 23.; megjelenési nap: 1930. 08. 01.
- 90334 – Eötvös-féle torziós mérleg; bejelentési nap: 1925. 02. 20.; megjelenési nap: 1930. 08. 01.
- 89675 – Eötvös-féle torziós mérleg; bejelentési nap: 1925. 03. 23.; megjelenési nap: 1930. 09. 01.
- 117783 – Szerkezet lengő rendszerek csillapítására: 1937. 07. 06.; a jogosult: Süss Nándor Precisiós Mechanikai és Optikai Intézet Rt.

### Az angol szabadalmi bejelentés
- 223252 – Improvements in or relating to Torsion-balances; a 94877 számú magyar bejelentés elsőbbségét felhasználva; az angliai bejelentés: 1924. 10. 13.; elfogadva: 1925. 10. 15.

### Az amerikai bejelentések
- 1617823 – Eötvös's Torsion Balance; a 94877 számú magyar bejelentés elsőbbségét felhasználva; az amerikai bejelentés: 1924. 12. 05. 11.; megadva: 1927. 02. 15.
- 1829876 – Eötvös's torsion Balance; a 90275 számú magyar bejelentés elsőbbségét felhasználva; az amerikai bejelentés: 1926. 03. 20.; megadva: 1931. 11. 03.
- 2209140 – Damping mechanism for oscillating system; a 117783 számú magyar bejelentés elsőbbségét felhasználva; az amerikai bejelentés: 1938. 07. 06. megadva: 1940. 07. 23.

## Elismerései
- Érdemeinek elismeréséül a Magyar Geofizikusok Egyesülete 1957-ben elsőként neki ítélte oda az Eötvös Loránd-emlékérmet, a nyolcvanadik születésnapja alkalmából pedig a Munka Érdemrend ezüst fokozatával tüntették ki.

Igen értékesek voltak emberi tulajdonságai is. Különösképpen jellemezte őt nagy segítőkészsége, amit akár apró szívességek formájában, akár lényeges dolgokban nyújtott. Helytállását, humanizmusát és bátorságát mutatja az is, hogy az 1944-45-ös időszakban igyekezett menteni az üldözötteket.
- Emlékét geofizikus munkatársai, pályatársai és tanárjelölt, orvos, gyógyszerész tanítványai őrzik
- Az Eötvös-féle inga továbbfejlesztésében elért eredményei kimagaslóak. Bár a szabadalmi leírásokban egyértelműen az inga fejlesztése volt a célkitűzés, a geológia és a bányászat igen sokat köszönhetett ezeknek az újításoknak az inga méretének csökkentése, a mérési paraméterek pontosabb meghatározása és a mérések egyszerűsítése miatt.
- Nevét viseli egykori munkahelye a mai Eötvös Loránd Tudományegyetem (Északi Tömb -1.64 Rybár István terem) egyik előadó terme is.

## Családja
Rybár professzor Budán, a II. kerületi Áldás utcában (5. sz.) vásárolt villalakást. Itt születtek gyermekei is, akik a közeli Áldási Utcai Iskolába jártak. A háború idején az üldözöttek bujtatásában segített (az Áldás u. 6-ban csillagos ház működött), egy lengyel professzornak az országból való kijutást is elintézte. A háború után a ház alagsori részében albérlők laktak, így például Bohuniczky Szefi írónő, később pedig Buda Ferenc költő is a villa lakója lett.
Fia, legifj. Rybár István (1930-1986) a Miskolci Egyetem bányamérnöki karán végzett. Később Tatabányán dolgozott. Az 1950-es években az Eötvös Lóránd Geofizikai Intézet csoportvezetője volt. 1955-ben Rybár és Stegena Lajos "Geotermikus karsztvízkutató bányamérések Tatabányán" címmel tartott előadást a Mageof által szervezett Karszt-víz ankét keretében. Egy írása jelent meg "A geofizikai alkalmazásának néhány lehetősége a hazai lignitkülfejtésekben" címmel (A Bányaterv Közleményei 27. I. negyedévi szám. 1968). 1970-ben a Bányászati Tervező Intézet és a Belgrádi Bányászati Intézet közötti együttműködés keretében külfejtések víztelenítési kérdéseiről konzultált Belgrádban, Zsendovits Endre társaságában. Ekkor, mint tervezőmérnök a Bányászati Tervező Intézet munkatársa volt.
Unokája, szintén Rybár István (1953-2015) Szegeden tanult, majd a herendi erdészetnél dolgozott. A Herendi Erdészet fűrészüzem vezetője lett. 1991. december 15-én független jelöltként választották meg Herend polgármesterének. 1992 és 1994 között, három éven át volt a város első embere.

### Rybár Istvánra vonatkozó munkák
- Rybár István (Révai Nagy Lexikona 16. Racine-Sodoma. Budapest, 1924. p. 458.)
- Rybár István (Tolnai Új Világlexikona 15. Rák-Sör. Budapest, 1929. p. 176.)
- Rybár István (MTA Tagajánlások 1931-ben. MTA Kézirat Budapest, 1931. pp. 26–27.)
- Rybár István (In: Bangha Béla S. J. (szerk.): Katolikus Lexikon 4. Péter – Zype és függelék. Budapest, 1933. p. 119.)
- Rybár István (Uj Lexikon 6. Reb-Zsür. Budapest, 1936. p. 3357.)
- Rybár István (Uj Idők Lexikona 21-22. Pozdorja-Szikes. Budapest, 1941. p. 5356.)
- Barta György: Rybár István (Magyar Geofizika, 1971. 5. sz. 201.o.)
- Tárczy-Hornoch Antal: Rybár István 1886-1971 (Geofizikai közlemények, 20. k. 3-4. sz. 1972. pp. 107–109.)
- Baintner Géza: Rybár István (Fizikai Szemle, 22. évf. 8. sz. 1972. pp. 237–239.)
- Rybár István (A Magyar Tudományos Akadémia Tagjai 1825-1973. Magyar Tudományos Akadémia Könyvtára, Budapest, 1975. p. 237.)
- Rybár István (Magyar Életrajzi Lexikon 3., kiegészítő kötet A-Z.1981. pp. 668–669.)
- Rybár Olivér: 125 éve született Rybár István geofizikus professzor (Magyar Geofizika, 52. évf. 1. sz. 2011. pp. 3–6.)[11]
- Szabó Zoltán: Megemlékezés Rybár István sírjánál (Magyar geofizika, 52. évf. 1. sz. 2011. p. 50.)
- Szabó Zoltán: Rybár István és az Eötvös-inga (Természet Világa, 143. évf. 3. sz. 2012. pp. 124–126.)
- Stöckert Gábor: Eötvös munkáját csiszolta tökélyre: Egy létező vívmányt fejlesztett tovább jelentős módon Rybár István (Innotéka, 8. évf. 11. sz. 2018. p. 52.)
- Orbán Éva – Schlay Georgina: A pontosság bűvöletében – Eötvös Loránd élete és munkássága. (Eötvös Loránd öröksége) (ELTE Egyetemi Könyvtár és Levéltár, Budapest, 2023. pp. 249–251.)

### Kollégái voltak
Békésy György, Eötvös Loránd, Tangl Károly, Klupathy Jenő, Zemplén Győző, Ortvay Rudolf, Fröhlich Izidor, Bay Zoltán, Pekár Dezső, Pogány Béla, Rados Gusztáv, Banai Gyula, Fejér Lipót, Bláthy Ottó Titusz, Kövesligethy Radó, Neumann János, Renner János, Mikola Sándor, Lénárd Fülöp, Süss Nándor, Fekete Jenő

### Tanítványai voltak
Tarján Imre, Tihanyi Kálmán, Kozma Béla, Bay Zoltán, Sevcsik Jenő, Fábry György, Ottlik Géza, Vermes Miklós, Telkes Mária